# 유횡
치천효왕 유횡(菑川孝王 劉橫, ? ~ 기원전 11년? 10년?)은 중국 전한의 황족 · 제후왕으로, 치천왕이며 시호는 효이다.

## 생애
아버지 치천고왕 유상이 죽자 그 뒤를 이어 치천왕이 되었고, 재위 31년 만에 죽어 아들 치천회왕이 뒤를 이었다. 한서 제후왕표에 따르면 아버지가 치천고왕 6년(기원전 41년)에 죽었기 때문에 재위 기간이 기원전 41년 ~ 기원전 10년이고, 고오왕전에 따르면 아버지가 치천고왕 5년(기원전 42년)에 죽었기 때문에 재위 기간이 기원전 42년 ~ 기원전 11년이다.

## 가계
- 치천고왕 유상
  - 치천효왕 유횡
    - 치천회왕 유우
    - 북향후 유담
    - 광희후 유편
    - 평절후 유복
    - 대향후 유진

북향후는 건소 4년(기원전 35년) 6월에, 광희후와 평절후는 경녕 원년(기원전 33년) 4월 정묘일에, 대향후는 원연 2년(기원전 11년) 정월 계묘일에 봉해졌다.